# Parlamentswahl in der Republik Moldau 2019
- PSRM: 35
- PȘ: 7
- Unabh.: 3
- PDM: 30
- ACUM: 26

Die Wahl zum Parlament der Republik Moldau fand am 24. Februar 2019 statt. Es war die neunte Parlamentswahl seit der Unabhängigkeit des Landes im Jahr 1991. Da keine Regierungsbildung innerhalb der vorgeschriebenen Zeit gelang, wurden Neuwahlen für den 6. September 2019 angesetzt, zu denen es jedoch nicht kam, da sich die Partei der Sozialisten und der Parteienblock ACUM gegen Plahotniuc und seine Demokratische Partei vereinten und am 8. Juni 2019 eine Regierungskoalition bildeten.

## Wahlrecht
Es wurden alle 101 Abgeordneten des Ein-Kammer-Parlaments neu gewählt. 51 Abgeordnete wurden in ebenso vielen Wahlkreisen nach dem Mehrheitswahlrecht gewählt, die übrigen Sitze werden nach Verhältniswahl über landesweite Listen verteilt. Bis zu einer Wahlrechtsänderung im Juli 2018 auf Initiative der Demokratischen Partei Moldaus wurden alle 101 Sitze proportional verteilt. Die Sperrklauseln für die Proporzsitze wurden nicht verändert: 6 % für die Liste einer Partei, 9 % für eine gemeinsame Liste von zwei Parteien, 11 % für eine gemeinsame Liste von mehr als zwei Parteien und 2 % für parteiunabhängige Kandidaten.

## Hintergrund
Die politische Situation der Republik Moldau ist seit Jahren belastet vom Konflikt um die grundsätzliche Ausrichtung der moldauischen Außenpolitik. Während die traditionell eher linken Parteien PCRM, PSRM, PN, PRM und PȘ für eine Anlehnung des Landes an Russland stehen, setzten sich die traditionell eher liberal-konservativen Parteien Liberale Partei, Liberaldemokratische Partei Moldaus, Demokratische Partei Moldaus, Würde und Wahrheit, PEMAVE, PDA, PNL sowie Partei der Aktion und Solidarität für einen Beitritt des Landes zur Europäischen Union ein.
Nachdem die PCRM und ihr faktischer Koalitionspartner, die Christlichdemokratische Volkspartei, bei der Parlamentswahl im Juli 2009 die Mehrheit verloren hatten, regierten die pro-europäischen Parteien in unterschiedlichen Konstellationen. Jedoch gewann der PSRM-Kandidat Igor Dodon die Präsidentschaftswahl 2016.

## Die wichtigsten Parteien
- PSRM: Die Partei der Sozialisten der Republik Moldau existiert seit 1997. Abgesehen von ihrer linken Orientierung gilt die Partei als Vertretung der russischen Minderheit und als prorussisch. Bei vergangenen Wahlen verpasste sie den Einzug ins Parlament oder unterstützte die Kommunisten. Nachdem sich die PCRM außenpolitisch den pro-europäischen Parteien angenähert hatte, traten zahlreiche prominente Kommunisten zur PSRM über, sodass zur letzten Wahl im Jahr 2014 die Überwindung der Sperrhürde erstmals als möglich angesehen wurde. Die PSMR wurde entgegen den Umfragen 2014 stärkste Partei. Parteiführer war seit 2011 Igor Dodon, der in diesem Jahr die PCRM verließ, bis er 2016 zum Präsidenten gewählt wurde.

- PDM: Die Demokratische Partei Moldaus gehört der sozialdemokratischen Parteienfamilie an (Mitglied in der Sozialistischen Internationalen). Sie entstand 1997 und erhielt ihren heutigen Namen 2000. Bei Wahlen war sie immer Teil eines westlich orientierten Bündnisses. Ihr Vorsitzender Vladimir Plahotniuc gilt als der reichste Mann Moldaus,[10][11] der de facto die moldauische Politik und Wirtschaft kontrolliert.[12][13][14]

- ACUM: Das proeuropäische Wahlbündnis ACUM Platforma DA și PAS besteht aus der Liberaldemokratischen Partei Moldaus (PLDM), der sozialliberalen Würde und Wahrheit (PPDA) und der liberalen Partidul Acțiune și Solidaritate (PAS). ACUM wird außerdem von der pro-rumänischen Partidul Unității Naționale (PUN) und der liberalen Partidul Liberal Reformator (PLR) unterstützt.

- PȘ: Die Partidul ȘOR (PȘ) wurde 1998 als Mişcare Social-Politică Republicană Ravnopravie gegründet. Sie gilt als pro-russisch und EU-skeptisch.

- PL: Die Liberale Partei wurde bereits 1993 als Partei der Reform mit einem christdemokratischen Programm gegründet. Sie verfehlte in der Folge stets den Einzug ins Parlament. 2005 wurde die Partei radikal umgebaut, sodass sie den heutigen Namen erhielt und sich dementsprechend programmatisch dem Liberalismus verschrieb; Parteichef wurde Mihai Ghimpu. 2009 zog sie damit ins Parlament ein. Ghimpu wurde bis Ende 2010 Parlaments- und damit amtierender Staatspräsident.

- PCRM: Die Partei der Kommunisten der Republik Moldau (PCRM) besteht seit 1993 und gilt als Nachfolgerin der im August 1991 gegründeten Partidul Comunist al Moldovei (PCM) und davor der KPdSU als Teilrepublik Sowjetunion. Ihr Vorsitzender ist bereits seit 1994 Vladimir Voronin. Nach der Parlamentswahl 2001 erhielten die Kommunisten die absolute Mehrheit und konnte in der Folge acht Jahre lang die drei höchsten Staatsämter stellen: Staatspräsident Voronin, Premierminister Vasile Tarlev bzw. Zinaida Greceanîi und Parlamentspräsidenten Eugenia Ostapciuc bzw. Marian Lupu. Während der politischen Krise des Jahres 2009 verloren die Kommunisten allerdings ihre Regierungsgewalt und befinden sich seither in der Opposition.

- PPEM: Die Partidul Popular European din Moldova (PPEM) spaltete sich 2015 von der PLDM ab und befindet sich seitdem in der Regierung.

- PN: Die Partidul Nostru (PN) wurde 1994 als Partidul Țărănesc Creștin Democrat din Moldova (Christdemokratische Bauernpartei Moldaus) gegründet. 2014 trat der Unternehmer Renato Usatîi der Partei bei und übernahm kurz darauf deren Führung. Die Partei ist seither stark auf die Person Usatîis zugeschnitten, der besonders unter jüngeren Leuten große Popularität genießt. Die Partei gilt im Allgemeinen als pro-russisch und euroskeptisch. Bei den Parlamentswahlen 2014 wurde die Partei, die in Umfragen bei über 10 % lag, wenige Tage vor der Wahl von dieser ausgeschlossen – offiziell wegen nicht deklarierter Parteispenden. Bei den Lokalwahlen 2015 erreichte die Partidul Nostru 11,15 % der Stimmen. Den größten Erfolg erzielte man in Bălți, der zweitgrößten Stadt des Landes, wo Usatîi mit 72,5 % der Stimmen zum Bürgermeister gewählt wurde.

## Ergebnisse
Nach vorläufigen Angaben betrug die Wahlbeteiligung 49,07 %.

Stimmenstärkste Parteien nach Wahlkreisen:
PSRM
"ACUM" (PLDM, PPDA und PAS)
PDM
ȘOR
Unabhängige

| Liste                             | Liste | Stimmen | Stimmen   | Sitze    | Sitze          |
| Liste                             | Liste | in %    | Zahl      | Zahl     | +/-            |
| --------------------------------- | --- | ------- | --------- | -------- | -------------- |
|                                   | Partei der Sozialisten der Republik Moldau (Partidul Socialiştilor din Republica Moldova)                                                                                                 | 031,15  | 441.181   | 35       | ▲ 10           |
|                                   | JETZT Plattform DA und PAS (ACUM Platforma DA și PAS) Partei der Aktion und Solidarität (Partidul Acțiune și Solidaritate) Plattform „Würde und Wahrheit“ (Platforma Demnitate și Adevăr) | 026,84  | 380.180   | 26 15 11 | ▲ 26 ▲ 15 ▲ 11 |
|                                   | Demokratische Partei Moldaus (Partidul Democrat din Moldova) | 023,62  | 334.544   | 30       | ▲ 11           |
|                                   | ȘOR Partei (Partidul ȘOR) | 08,32   | 117.774   | 7        | ▲ 7            |
|                                   | Partei der Kommunisten der Republik Moldau (Partidul Comuniştilor din Republica Moldova)                                                                                                  | 03,75   | 53.173    | –        | ▼ 21           |
|                                   | Unsere Partei (Partidul Nostru) | 02,95   | 41.745    | –        | –              |
|                                   | Liberale Partei (Partidul Liberal) | 01,25   | 17.445    | –        | ▼ 13           |
|                                   | Sonstige | 02,11   | 29.958    | –        | ▼ 23           |
|                                   | Unabhängige | –       | –         | 3        | ▲ 3            |
| Gesamt (Wahlbeteiligung: 49,07 %) | Gesamt (Wahlbeteiligung: 49,07 %) | 100,00  | 1.416.300 | 101      | ▬              |
| Quelle: pv.cec.md                 | |         |           |          |                |

## Umfragen

### Prognosen vor der Wahl
PSRM wurde seit 2016 von allen Instituten als stärkste Partei gesehen. Die kurz vor der Wahl ermittelten Werte variierten je nach Forschungsinstitut allerdings von knapp 34 % bis zu 49 %. Die Partei PDM sank nach der Parlamentswahl 2014 für lange Zeit in den einstelligen Bereich, steigerte sich jedoch ab Herbst 2018 wieder und wurde mit 20–25 % als zweit- oder drittstärkste Kraft verortet.
Das rechts-liberale Wahlbündnis ACUM wurde seit deren Zusammenschluss ebenfalls bei 20–25 % gesehen. Obwohl die PLDM (als Teil von ACUM) 2014 zweitstärkste Partei war und 2010 fast 30 % erreichte, fiel sie Ende 2015 in Umfragen auf 3 % und wurde seit September 2016 sogar von manchen Instituten nicht mehr aufgeführt. Dagegen gewann ein anderes Bündnismitglied, die Partei PAS, nachdem ihr Kandidat Maia Sandu mit Hilfe der Demokratischen Partei Moldaus, der PLR, der PLDM und der PPDA bei der Präsidentschaftswahl 38,7 % und bei der Stichwahl 47,9 % erreicht hatte, in den Umfragen und kam auf etwa 30 % Anfang 2017, fiel jedoch Mitte 2018 auf 10–15 %. Die weiteren Bündnispartner PUN dagegen befanden sich stets bei rund 1 % und PPDA bei 10 %.
Die russland-freundliche Partei PȘ tauchte erstmals Mitte 2018 in Umfragen auf und konnte sich kurz vor der Wahl auf Werte zwischen 5 und 9 % steigern. Bei einer Umfrage vom Dezember 2015 war die Partidul Nostru (PN) stärkste politische Kraft des Landes, sank aber folglich in einen niedrigen einstelligen Bereich. PPEM befand sich ursprünglich bei 10 %, aber sie befand sich seit Oktober 2016 nur bei 1 % und die Werte für die Partei wurden zuletzt nicht mehr ermittelt. Der Partei PCRM, bei der Wahl 2014 mit über 17 % noch drittstärkste Kraft, wurden für die Wahl 2019 nur 4–6 % prognostiziert. Die liberale PL wurde in den ersten Monate nach der Wahl 2014 teilweise als stärkste Kraft gesehen, befindet sich mittlerweile aber nur bei 1–2 %.

### Verlauf von Umfragewerten

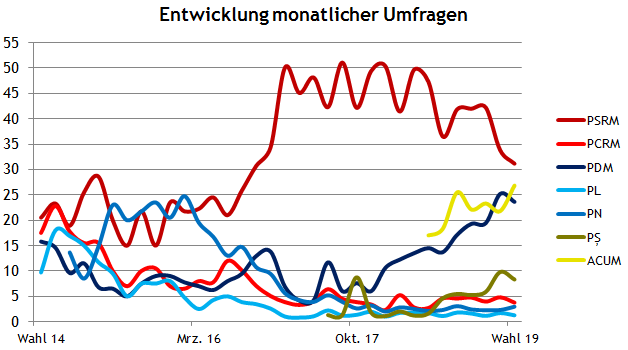
Verlauf der Umfragen bis zur Wahl